# Biserica „Sfinții Împărați Constantin și Elena” din Focșani
Biserica „Sfinții Împărați Constantin și Elena” din Focșani este un ansamblu de monumente istorice aflat pe teritoriul municipiului Focșani. În Repertoriul Arheologic Național, monumentul apare cu codul 174753.04.
Ansamblul este format din două monumente:
- Biserica „Sf. Împărați Constantin și Elena” (cod LMI VN-II-m-A-06485.01)
- Zid de incintă (cod LMI VN-II-m-A-06485.02)

## Biserica „Sf. Împărați Constantin și Elena”
Biserica este ctitorită de Constantin Robescu - mare serdar si soția sa în anul 1815. În anul 1899 biserica este donată Garnizoanei Militare Focșani, devenind astfel, capelă militară. În 1948 redevine biserică de mir. Forma în plan este de navă cu absidele laterale în grosimea zidurilor, iar fațadele datorită intervențiilor ulterioare, au primit o îmbrăcăminte neoclasică. Biserica monument istoric cu hramul “Sfinții Împărați Constantin si Elena” din Focșani se afla amplasata in centrul municipiului, pe Calea București, fiind o ctitorie din sec. al XVII-lea a familiei boierilor Robescu, care dețineau întinse moșii in zona Vrancei si a Buzăului.
Sistematizarea curții, parte integrantă a proiectului de restaurare a constat în îndepărtarea straturilor de depuneri din ultimii două sute de ani până la nivelul de călcare al începutului de secol XIX când s-a construit monumentul.

## Zid de incintă
Sistematizarea curții, parte integrantă a proiectului de restaurare a constat în îndepărtarea straturilor de depuneri din ultimii două sute de ani până la nivelul de călcare al începutului de secol XIX când s-a construit monumentul.